# Mamadi Kaba
Mamadi Kaba (Kankan, 15 giugno 1982) è un calciatore guineano, di ruolo difensore.

## Carriera

### Club
Ha giocato nel campionato guineano, svizzero e francese.

### Nazionale
Ha esordito in Nazionale nel 2000.